# العلاقات الفنلندية المنغولية
العلاقات الفنلندية المنغولية هي العلاقات الثنائية التي تجمع بين فنلندا ومنغوليا.

## مقارنة بين البلدين
هذه مقارنة عامة ومرجعية للدولتين:
| وجه المقارنة                                              | فنلندا                                                                               | منغوليا         |
| --------------------------------------------------------- | ------------------------------------------------------------------------------------ | --------------- |
| المساحة (كم2)                                             | 338.42 ألف                                                                           | 1.57 مليون      |
| عدد السكان (نسمة)                                         | 5.52 مليون                                                                           | 3.08 مليون      |
| الكثافة السكانية (ن./كم²)                                 | 16.31                                                                                | 1.96            |
| العاصمة                                                   | هلسنكي                                                                               | أولان باتور     |
| اللغة الرسمية                                             | اللغة الفنلندية، اللغة السويدية                                                      | اللغة المنغولية |
| العملة                                                    | يورو، ماركا فنلندية                                                                  | توغروغ منغولي   |
| الناتج المحلي الإجمالي (بليون دولار)                      | 251.88 مليار                                                                         | 11.49 مليار     |
| الناتج المحلي الإجمالي (تعادل القوة الشرائية) بليون دولار | 231.84 مليار                                                                         | 36.16 مليار     |
| الناتج المحلي الإجمالي الاسمي للفرد دولار أمريكي          | 42.31 ألف                                                                            | 3.97 ألف        |
| الناتج المحلي الإجمالي للفرد دولار أمريكي                 | 40.68 ألف                                                                            | 11.95 ألف       |
| مؤشر التنمية البشرية                                      | 0.883                                                                                | 0.727           |
| رمز المكالمات الدولي                                      | +358                                                                                 | +976            |
| رمز الإنترنت                                              | .fi                                                                                  | .mn             |
| المنطقة الزمنية                                           | ت ع م+02:00، ت ع م+03:00، أوروبا/هلسنكي ‏، توقيت شرق أوروبا، توقيت شرق أوروبا الصيفي ‏ | ت ع م+08:00     |

## منظمات دولية مشتركة
يشترك البلدان في عضوية مجموعة من المنظمات الدولية، منها:
| علم المنظمة | اسم المنظمة                               | تاريخ انضمام فنلندا | تاريخ انضمام منغوليا |
| ----------- | ----------------------------------------- | ------------------- | -------------------- |
|             | بنك التنمية الآسيوي                       | 1966                | 1991                 |
|             | مؤسسة التنمية الدولية                     | 29 ديسمبر 1960      | 14 فبراير 1991       |
|             | يونسكو                                    | 10 أكتوبر 1956      | 1 نوفمبر 1962        |
|             | وكالة ضمان الاستثمار متعدد الأطراف        | 28 ديسمبر 1988      | 21 يناير 1999        |
|             | الأمم المتحدة                             | 14 ديسمبر 1955      | 27 أكتوبر 1961       |
|             | الفريق المعني برصد الأرض                  | ?                   | ?                    |
|             | الاتحاد البريدي العالمي                   | ?                   | ?                    |
|             | البنك الدولي للإنشاء والتعمير             | 14 يناير 1948       | 14 فبراير 1991       |
|             | الاتحاد الدولي للاتصالات                  | 1 سبتمبر 1920       | 27 أغسطس 1964        |
|             | منظمة حظر الأسلحة الكيميائية              | ?                   | ?                    |
|             | مؤسسة التمويل الدولية                     | 20 يوليو 1956       | 14 فبراير 1991       |
|             | المركز الدولي لتسوية المنازعات الاستشارية | 8 فبراير 1969       | 14 يوليو 1991        |
|             | منظمة التجارة العالمية                    | 1995                | ?                    |
|             | منظمة الشرطة الجنائية الدولية             | ?                   | ?                    |
|             | منظمة الأمن والتعاون في أوروبا            | 25 يونيو 1973       | 21 نوفمبر 2012       |

## وصلات خارجية
- موقع وزارة الخارجية الفنلندية
- موقع وزارة الخارجية المنغولية